# Parenthetical Girls
Parenthetical Girls je eksperimentalni pop sastav nastao u Everettu, Washington, s trenutačnim sjedištem u Portlandu, Oregon. Njihova glazba je poznata po svojim kombinacijama tzv. saccharine popa i eksperimentalnih elemenata.

## Diskografija

### Albumi
- 2004 (((GRRRLS)))
- 2006 Safe as Houses (album)
- 2008 Entanglements
- 2013 Privilege (Abridged)

### Singlovi i EP-ovi
- 2002 Christmas with Swastika Girls EP (as Swastika Girls)
- 2004 Christmas with Parenthetical Girls EP
- 2006 Twenty Bees 7"
- 2006 A Parenthetical Girls Family Christmas EP
- 2007 Parenthetical Girls/Dead Science 7" split
- 2007 Addendum (Safe as Houses European bonus EP)
- 2008 A David Horvitz Picture Disc with Parenthetical Girls
- 2008 A Song for Ellie Greenwich
- 2009 The Scottish Play: Wherein the Group Parenthetical Girls Pay Well-intentioned (If Occasionally Misguided) Tribute to the Works of Ivor Cutler (Mini-Album)
- 2009 Morrissey/The Smiths 7" split (with Xiu Xiu)
- 2009 "The Christmas Creep"
- 2010 Tomlab Alphabet Singles Series Z
- 2010 Privilege, Pt. I: On Death & Endearments
- 2010 Privilege, Pt. II: The Past, Imperfect
- 2011 "Untanglements" (Entanglements Alternate Versions)
- 2011 Covers. (Rare Cover Versions)
- 2011 Privilege, Pt. III: Mend & Make Do
- 2011 Careful Who You Dance With (Remixes EP)
- 2011 Extra Life/Parenthetical Girls 12" split
- 2011 "Demos for the Dreaming" (Kate Bush Covers)
- 2011 Privilege, pt. IV: Sympathy For Spastics
- 2011 Parenthetical Girls Save Christmas
- 2012 Privilege, pt. V: Portrait of a Reputation
- 2012 Good Christian Men Rejoice, It's Parenthetical Girls

## Vanjske poveznice
- Službena stranica